# 62. ročník udílení Zlatých glóbů
Přímý přenos 62. ročníku udílení Zlatých glóbů se vysílal živě 16. ledna 2005 přes televizní stanici NBC. Nejvíce nominací obdržel snímek Bokovka.

## Vítězové a nominovaní

### Filmové počiny.
| Nejlepší film (drama) | Nejlepší film (komedie / muzikál) |
| --- | --- |
| - Letec - Hledání Země Nezemě - Hotel Rwanda - Na dotek - Kinsey - Million Dollar Baby | - Bokovka - Věčný svit neposkvrněné mysli - Úžasňákovi - Fantom opery - Ray |
| Nejlepší herec (drama) | Nejlepší herečka (drama) |
| - Leonardo DiCaprio – Letec jako Howard Hughes - Javier Bardem –Hlas moře jako Ramón Sampedro - Don Cheadle – Hotel Rwanda jako Paul Rusesabagina - Johnny Depp – Hledání Země Nezemě jako J. M. Barrie - Liam Neeson – Kinsey jako Alfred Kinsey                                                                         | - Hilary Swanková – Million Dollar Baby - Scarlett Johanssonová – Píseň lásky samotářky jako Purslane Will - Nicole Kidmanová – Zrození jako Anna - Imelda Staunton – Vera Drake – Žena dvou tváří jako Vera Drake - Uma Thurman – Kill Bill 2 jako Beatrix Kiddo                                    |
| Nejlepší herec (komedie / muzikál) | Nejlepší herečka (komedie / muzikál) |
| - Jamie Foxx – Ray jako Ray Charles - Jim Carrey – Věčný svit neposkvrněné mysli jako Joel Barish - Paul Giamatti – Bokovka jako Miles Raymond - Kevin Kline – De-Lovely jako Cole Porter - Kevin Spacey – Za mořem jako Bobby Darin                                                                                      | - Annette Beningová – Božská Julie - Ashley Judd – De-Lovely jako Linda Lee Thomas/Porter - Emmy Rossum – Fantom opery jako Christine Daaé - Kate Winsletová – Věčný svit neposkvrněné mysli jako Clementine Kruczynski - Renée Zellweger – Bridget Jonesová: S rozumem v koncích jako Bridget Jones |
| Nejlepší herec ve vedlejší roli | Nejlepší herečka ve vedlejší roli |
| - Clive Owen – Na dotek jako Larry Gray - David Carradine – Kill Bill 2 jako Bill - Thomas Haden Church – Bokovka jako Jack Cole - Jamie Foxx – Collateral jako Max Durocher - Morgan Freeman – Million Dollar Baby jako Eddie Dupris                                                                                     | - Natalie Portmanová – Na dotek jako Alice Ayres/Jane Jones - Virginia Madsen – Bokovka jako Maya Randall - Cate Blanchettová – Letec jako Katharine Hepburnová - Laura Linneyová – Kinsey jako Clara McMillen - Meryl Streepová – Manchurianský kandidát jako senátorka Eleanor Prentiss Shaw       |
| Nejlepší režie | Nejlepší scénář |
| - Clint Eastwood – Million Dollar Baby - Marc Foster – Hledání Země Nezemě - Mike Nichols – Na dotek - Martin Scorsese – Letec - Alexandre Payne – Bokovka | - Alexander Payne a Jim Taylor – Bokovka - Charlie Kaufman – Věčný svit neposkvrněné mysli - John Logan – Letec - David Magee – Hledání Země Nezemě - Patrick Marber – Na dotek |
| Nejlepší filmová píseň | Nejlepší hudba |
| - „Old Habits Die Hard“ – Mick Jagger a Dave Stewart – Zlatíčko - „Accidentally in Love“ – Counting Crows – Shrek 2 - „Believe“ – Josh Groban – Polární expres - „Learn to Be Lonely“ – Charles Hart a Andrew Lloyd Webber– Fantom opery - „Million Voices“ – Jerry Duplessis, Andrea Guerra a Wyclef Jean – Hotel Rwanda | - Howard Shore – Letec - Clint Eastwood – Million Dollar Baby - Jan A. P. Kaczmarek – Hledání Země Nezemě - Hans Zimmer – Španglicky snadno a rychle - Rolfe Kent – Bokovka |
| Nejlepší cizojazyčný film | |
| - Hlas moře (Španělsko) - Klan létajících dýk (Čína) - Motocyklové deníky (Brazílie) - Příliš dlouhé zásnuby (Francie) - Slavíci v kleci (Francie) | |

### Televizní počiny
| Nejlepší televizní seriál (drama) | Nejlepší televizní seriál (komedie) |
| --- | --- |
| - Plastická chirurgie s. r. o. - Ztraceni - Deadwood - 24 hodin - Rodina Sopránů | - Zoufalé manželky - Arrested Development - Vincentův svět - Sex ve městě - Will a Grace |
| Nejlepší herec v seriálu (drama) | Nejlepší herečka v seriálu (drama) |
| - Ian McShane – Deadwood jako Al Swearengen - Michael Chiklis – Policejní odznak jako detektiv Vic Mackey - Denis Leary – Zachraň mě jako Tommy Gavin - Julian McMahon – Plastická chirurgie s. r. o. jako doktor Christian Troy - James Spader – Kauzy z Bostonu jako Alan Shore                                           | - Mariska Hargitay – Zákon a pořádek: Útvar pro zvláštní oběti jako detektiv Olivia Benson - Edie Falco – Rodina Sopránů jako Carmela Soprano - Jennifer Garnerová – Alias jako Sydney Bristow - Christine Lahti – Jack & Bobby jako profesorka Grace McCallister - Joely Richardson – Plastická chirurgie s. r. o. jako Julia McNamara |
| Nejlepší herec v seriálu (komedie / muzikál) | Nejlepší herečka v seriálu (komedie / muzikál) |
| - Jason Bateman – Arrested Development jako Michael Bluth - Zach Braff – Scrubs: Doktůrci jako John Michael J.D. Dorian - Larry David – Larry, kroť se jako Larry David - Matt LeBlanc – Joey jako Joey Tribbiani - Tony Shalhoub – Můj přítel Monk jako Adrian Monk - Charlie Sheen – Dva a půl chlapa jako Charlie Harper | - Teri Hatcherová – Zoufalé manželky jako Susan Mayer - Marcia Crossová – Zoufalé manželky jako Bree Van de Kamp - Felicity Huffmanová – Zoufalé manželky jako Lynette Scavo - Debra Messingová – Will a Grace jako Grace Adler - Sarah Jessica Parker – Sex ve městě jako Carrie Bradshawová                                           |
| Nejlepší minisérie nebo TV film | |
| - Život a smrt Petera Sellerse - Andělé s ocelovým hlasem - Lev v zimě - Něco, co stvořil Bůh - American Family | |
| Nejlepší herec v minisérii nebo TV filmu | Nejlepší herečka v minisérii nebo TV filmu |
| - Geoffrey Rush – Život a smrt Petera Sellerse jako Peter Sellers - Mos Def – Něco, co stvořil Bůh jako Vivien Thomas - Jamie Foxx – Vykoupení jako Stanley Tookie Williams - William H. Macy – Anděl strážný jako Charles Gigot - Patrick Stewart – Lev v zimě jako Jindřich II. Plantagenet                               | - Glenn Close – Lev v zimě jako Eleonora Akvitánská - Blythe Danner – Jak jsme vyrůstali jako Rebecca Davitch - Julianna Margulies – The Grid jako Maren Jackson - Miranda Richardson – Ztracený princ jako Marie z Tecku - Hilary Swanková – Andělé s ocelovým hlasem jako Alice Paul                                                  |
| Nejlepší vedlejší herec v seriálu, minisérii nebo TV filmu | Nejlepší vedlejší herečka v seriálu, minisérii nebo TV filmu |
| - William Shatner – Kauzy z Bostonu jako Denny Crane - Sean Hayes – Will a Grace jako Jack McFarland - Michael Imperioli – Rodina Sopránů jako Christopher Moltisanti - Jeremy Piven – Vincentův svět jako Ari Gold - Oliver Platt – Huff jako Russell Tupper                                                               | - Anjelica Huston – Andělé s ocelovým hlasem jako Carrie Chapman Catt - Drea de Matteo – Rodina Sopránů jako Adriana La Cerva - Nicollette Sheridan – Zoufalé manželky jako Edie Britt - Charlize Theronová – Život a smrt Petera Sellerse jako Britt Ekland - Emily Watsonová – Život a smrt Petera Sellerse jako Anne Sellers         |